# Любецький замок
Любецький замок — зруйнований замок Любеча. Збудований наприкінці ХІ ст. чернігівським князем Володимиром Мономахом.

## Історія
За гіпотезою академіка Бориса Рибакова, замок був збудований наприкінці ХІ століття за наказом чернігівського князя Володимира Мономаха. Фортеця стояла на місці давнього роменського поселення. Пізніше гору, на якій знаходився замок, було названо Замковою.
Любецький замок був головною резиденцією чернігівських князів Київської Русі. Фортеця була оточена міцними валами та додатковими укріпленнями. У найвразливіших місцях замку стояли чотирикутні вежі. З трьох боків замок був оточений широким сухим ровом. Через рів до замку вів підйомний міст, далі були ворота та посад. В центрі замкового подвір'я стояла вежа-донжон. Також в замку знаходився князівський палац. Фортеця була майже неприступна.
У 1147 році Любецький замок був спалений смоленським князем Ростиславом, а рівно через десять років його намагалися зруйнувати половці.
У XIX ст. коло руїн колишньої фортеці розпочалися археологічні дослідження давніх курганів Любеча. У 1957-1960 рр., на чолі з академіком Рибаковим, Чернігівська експедиція Інституту археології АН СРСР здійснила дослідження місцевості, де колись була фортеця, і зробила першу реконструкцію ранньофеодального замку Київської Русі.
Зараз на тому місці, де був Любецький замок, стоїть пам'ятний знак.